# دومينيك هرباتي
دومينيك هرباتي هو لاعب كرة مضرب سلوفاكي متقاعد.

## روابط إضافية
- دومينيك هرباتي على موقع رابطة محترفي التنس (الإنجليزية)
- دومينيك هرباتي على موقع الاتحاد الدولي لكرة المضرب (الإنجليزية)
- دومينيك هرباتي على موقع كأس ديفيز (الإنجليزية)
- دومينيك هرباتي على موقع خلاصة التنس.كوم (الإنجليزية)
- دومينيك هرباتي على موقع اللجنة الأولمبية الدولية (الإنجليزية)
- دومينيك هرباتي على موقع أوليمبيديا (الإنجليزية)
- دومينيك هرباتي على موقع اللجنة الأولمبية السلوفاكية (السلوفاكية)
- Hrbaty Recent Match Results
- Hrbaty World Ranking History